# Bacteroides thetaiotaomicron
Bacteroides thetaiotaomicron ist eine Bakterienart aus der Gattung Bacteroides und ist wie alle Spezies in dieser Gattung gramnegativ, obligat anaerob und nicht sporenbildend.

## Eigenschaften
Bacteroides thetaiotaomicron ist ein gramnegatives und anaerobes Bakterium, das die Darmflora der meisten Säugetiere dominiert. Es ist ein mesophiler Mikroorganismus (Temperaturoptimum 37 °C).

Die vom Genom codierten Proteine ermöglichen das Aufnehmen von sonst unverdaulichen Polysacchariden und deren Hydrolyse. Es stellt dabei dem Wirt gleichzeitig metabolische Fähigkeiten zur Verfügung, die dessen Genom nicht zulässt.
Die Glycosylhydrolasen und kohlenhydratbindenden Proteine auf der Zelloberfläche beziehungsweise im Periplasma der äußeren Zellmembran führen zu der Fähigkeit, auf äußere Signale der Umgebung durch Signaltransduktion zu reagieren, dies ergibt einen Vorteil gegenüber anderen Organismen in der Darmflora, die diese Fähigkeit nicht besitzen.
Des Weiteren ist das Bakterium fähig, im Wirtsorganismus die Angiogenese während der postnatalen Entwicklung des Darms zu stimulieren und so dessen Fähigkeit zur Aufnahme von Nährstoffen zu verbessern.
Durch die Manipulation der Genexpression beim Wirt ist es in der Lage, beispielsweise die Synthese von verschiedenen Glykanen des Darmepithels zu beeinflussen, einschließlich derer, die eine terminal alpha-verlinkte Fucose besitzen und dadurch von seinen eigenen alpha-Fucosidasen abgeerntet werden können.
Dies geschieht jedoch nur dann, wenn B. thetaiotaomicron einen nicht ausreichenden Fucosespiegel in seiner Umgebung wahrnimmt und so sein eigenes Überleben sichern muss. Das so induzierte Vorhandensein von Nährstoffen nutzen andere Organismen ebenfalls aus, wobei sich alle Darmbakterien auch stets durch Tarnung vor der adaptiven Immunantwort des Wirtes schützen müssen.
Zusammenfassend bestehen diese hochentwickelten Strategien von B. thetaiotaomicron in der Wahrnehmung seiner örtlichen Umgebung, der Verstoffwechselung von Polysacchariden, sowie der Manipulation der Genexpression des Wirtes, die zu einer beidseitig vorteilhaften Symbiose führen.

## Genomstruktur
Sein 6,26 Megabasen großes Genom codiert für 4802 Proteine, die es dem Bakterium ermöglichen, ansonsten unverdauliche Polysaccharide aufzunehmen und diese zu hydrolysieren. Von den 4802 vorhergesagten Proteinen haben mutmaßlich 58 % Funktionen, die auf Homologien zu anderen Proteinen basieren, 18 % weisen Homologien zu Proteinen unbekannter Funktion auf, während 23,4 % keine feststellbare Homologie zu bekannten Proteinen besitzen. Die größten paralogen Gruppen sind bei der Aufnahme und Verdauung von Polysacchariden (z. B. Amylose, Amylopektin und Pullulan) beteiligt, beispielsweise in Form von Glycosylhydrolasen und kohlenhydratbindenden Proteinen auf der Zelloberfläche.
Das Vorhandensein von extrazellulär funktionellen Sigmafaktoren in Genclustern, welche für Glycosylhydrolasen und andere zuckerverdauende Enzyme kodieren, lässt vermuten, dass diese abhängig von physiologischen Stimuli der Umgebung reguliert werden.

## Rolle als Krankheitserreger
Bacteroides thetaiotaomicron ist das zweithäufigste infektiöse anaerobe gramnegative Bakterium. B. thetaiotaomicron ist ein opportunistischer Erreger, der häufig mit Peritonitis, Sepsis und Wundinfektionen in Verbindung steht. B. thetaiotaomicron kann sehr schwere Infektionen verursachen, wie z. B. intraabdominale Sepsis und Bakteriämie. Durch die Resistenz gegenüber antimikrobiellen Substanzen ist es von großer Bedeutung B. thetaiotaomicron in klinischen Proben zu identifizieren und zu bekämpfen.

## Ausbreitung
Bacteroides thetaiotaomicron gehört zur normalen Bakterien-Flora des Menschen und dominiert diese sogar. Es handelt sich hierbei also nicht um einen typischen Umweltkeim.